# Município M'banza Congo
Município M'banza Congo är en kommun i Angola.   Den ligger i provinsen Zaire, i den nordvästra delen av landet, 300 km norr om huvudstaden Luanda.
I omgivningarna runt Município M'banza Congo växer huvudsakligen savannskog. Runt Município M'banza Congo är det mycket glesbefolkat, med 7 invånare per kvadratkilometer.